# Herman De Cuyper
Herman De Cuyper (Blaasveld, 22 november 1904 - 17 juni 1992) was een beeldend kunstenaar, hij werd geboren in een plattelandsgezin. 

## Vorming
De Cuyper kreeg een driejarige vorming tot schilder, beeldhouwer en meubelsculpteur aan de Mechelse academie (1920-1923). Vanaf 1930 opteerde hij voor een artistieke loopbaan als beeldhouwer en vestigde zich in 1939 op de huidige locatie aan de Mechelsesteenweg 249. 
In de loop van de jaren dertig van de 20e eeuw ontpopte De Cuyper zich vrij vlug tot een vertegenwoordiger van de zogenaamde animistisch-intimistische beweging in de Belgische kunst. Zijn evolutie van lyrisch impressionist tot animist verliep zeer vlug en mondde vanaf 1937 uit in een persoonlijke stijl, waarin de rechtstreeks gebeitelde sculpturen in steen en hout domineren. Deze tailles directes geven gestalte aan de grote levensmomenten van de mens: huwelijk, paring, zwangerschap, geboorte, de wereld van het kind, het vrouwelijk naakt en de thematiek van het moederschap. Naast dit oeuvre, creëerde de beeldhouwer talrijke religieus geïnspireerde plastieken, waardoor Herman De Cuyper een belangrijke bijdrage leverde tot de vernieuwing van dit genre in België.

## Museum
Het Museum Herman De Cuyper werd in 1984 voor het publiek opengesteld en bevat de kern van de artistieke productie van deze kunstenaar (beeldhouwwerken, tekeningen en schilderijen).